# Shenyang J-8
Die Shenyang J-8 (NATO-Codename: Finback) ist ein chinesisches Jagdflugzeug. Die Maschine ist auch unter den Bezeichnungen Jianjiji-8 oder Jian-8 bzw. F-8 bekannt. Von den über 300 gebauten Exemplaren sollen derzeit in China noch etwa 120 in Dienst stehen.

## Geschichte

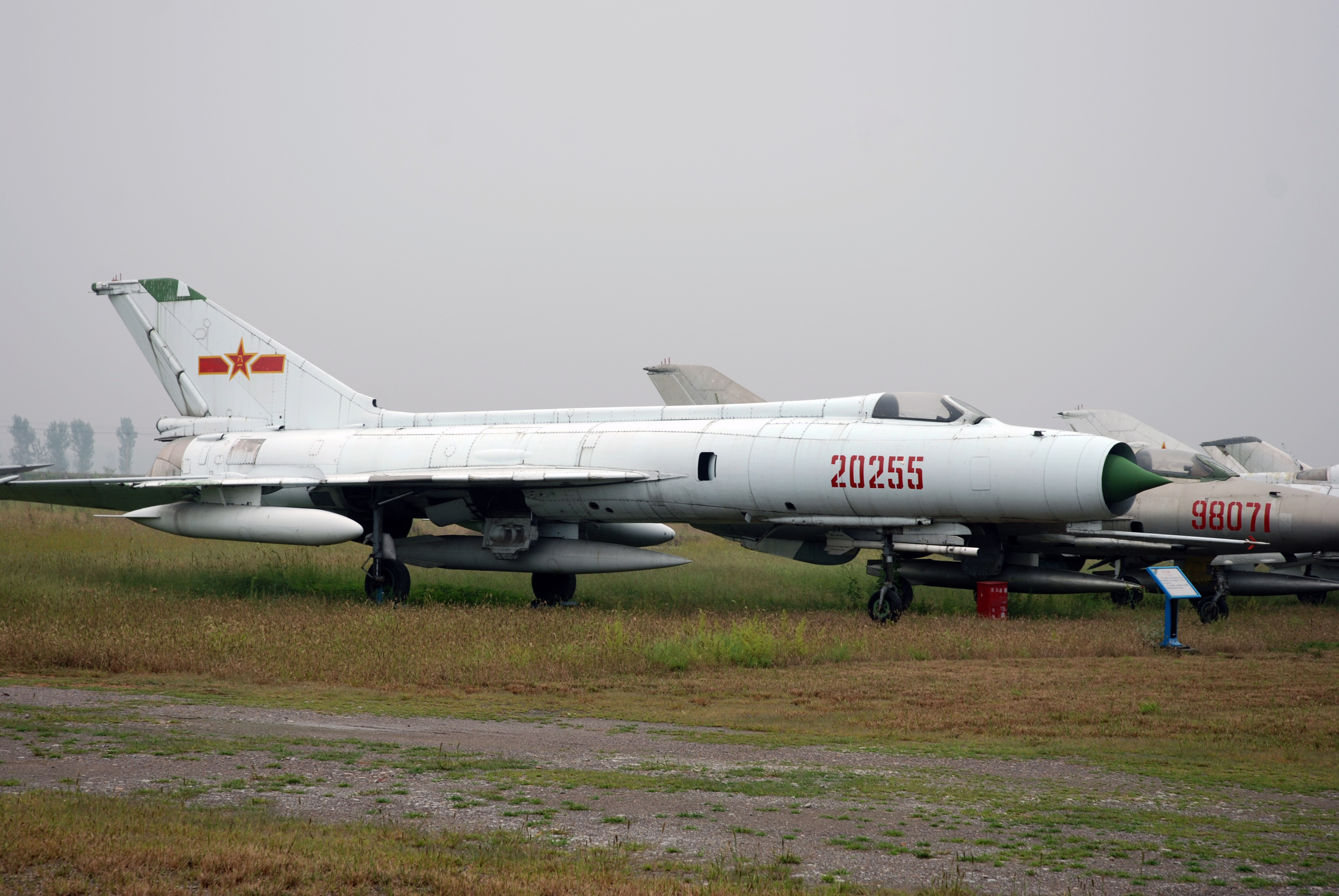
J-8 im Chinesischen Luftfahrtmuseum

Der Aufbau der chinesischen Luftfahrtindustrie erfolgte nach der Gründung der Volksrepublik China mit sowjetischer Hilfe. Bald sah man sich imstande, neben dem Lizenzbau sowjetischer Typen auch eigene Konstruktionen zu verwirklichen.
Zu diesen ehrgeizigen Plänen gehörte auch die J-8, die als einsitziger Abfangjäger gedacht war. Unter dieser Bezeichnung wurde die sowjetische Mikojan-Gurewitsch Je-152M ab 1969 in Lizenz gebaut. Sie ist eine für die damalige Zeit typische Konstruktion mit zentralem Lufteinlauf, langem, schlanken Rumpf mit zwei nebeneinanderliegenden nachgebauten Tumanski-R-11-Triebwerken und abgestumpften Deltatragflächen sowie Pendelrudern. Sie war eine Ausgangsbasis eigener Weiterentwicklungen.
Der Erstflug des J-8-Prototyps erfolgte am 5. Juli 1969 mit dem Testpiloten Yin Yuhan im Cockpit. Die J-8 erhielt den NATO-Codenamen „Finback“ und machte in den folgenden 35 Jahren nach dem Erstflug eine radikale Entwicklung durch, die in den folgenden Versionen sichtbar wird:

## Versionen

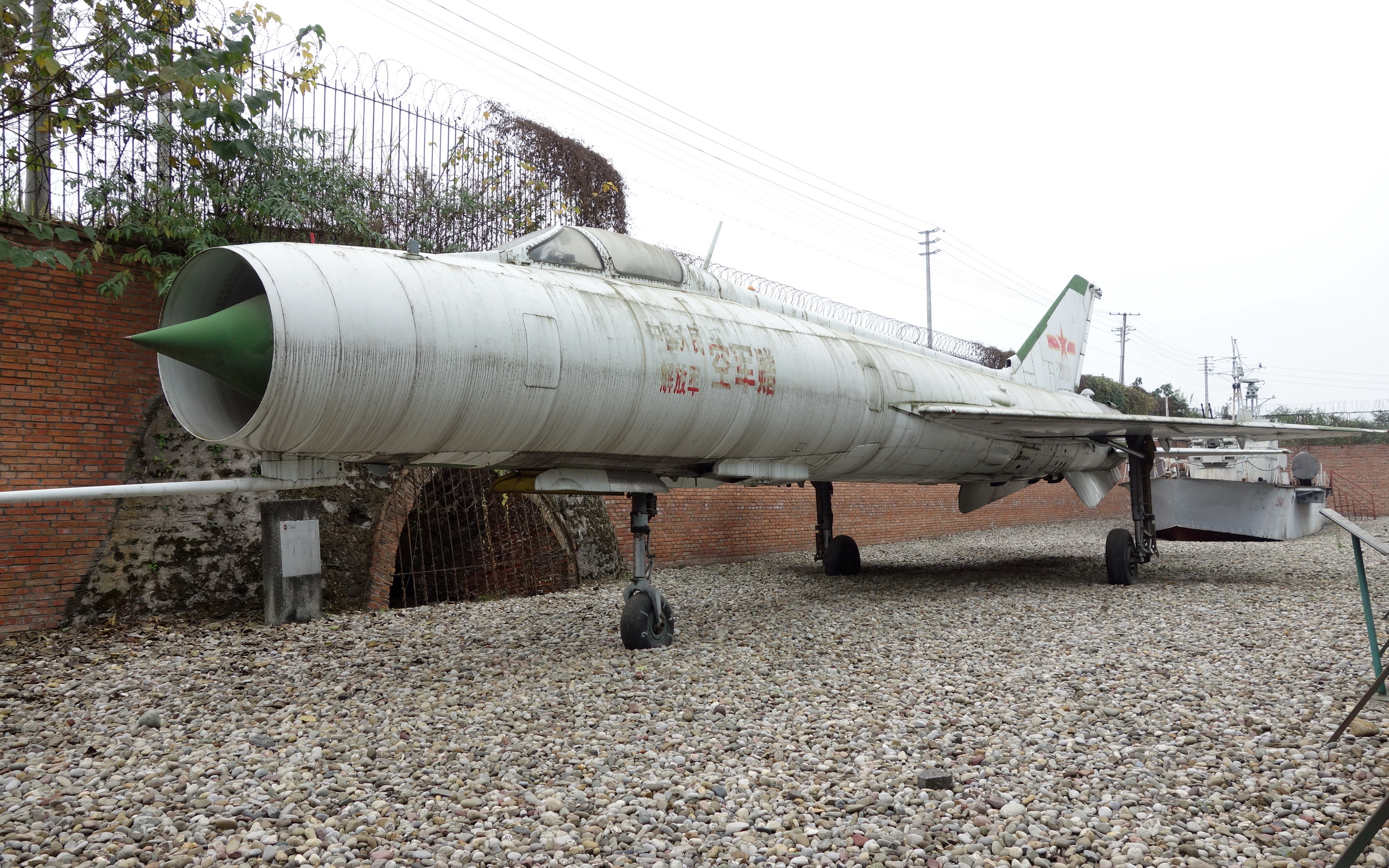
J-8 I

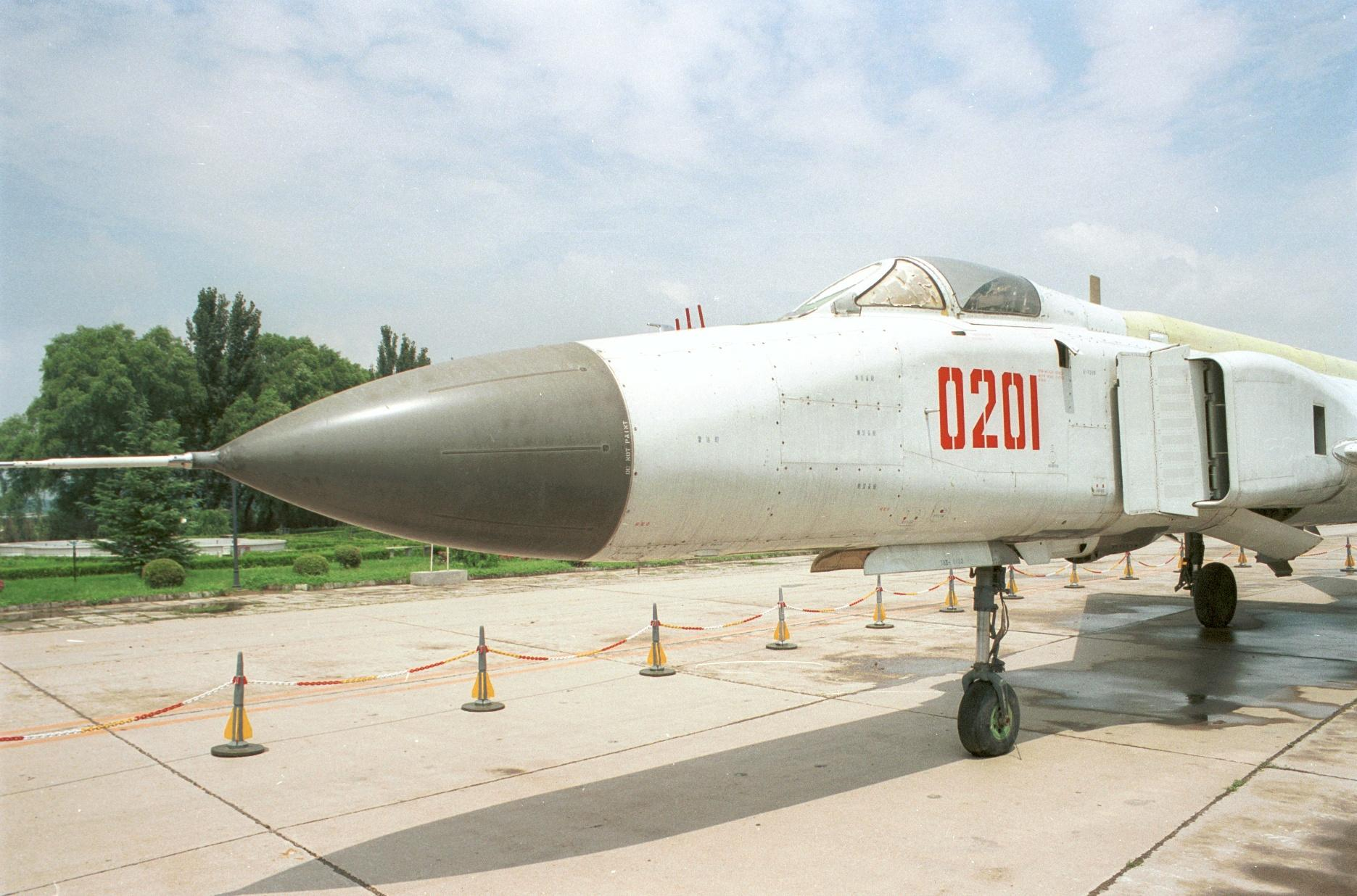
Shenyang J-8 II B im Flugzeugmuseum Datang Shan

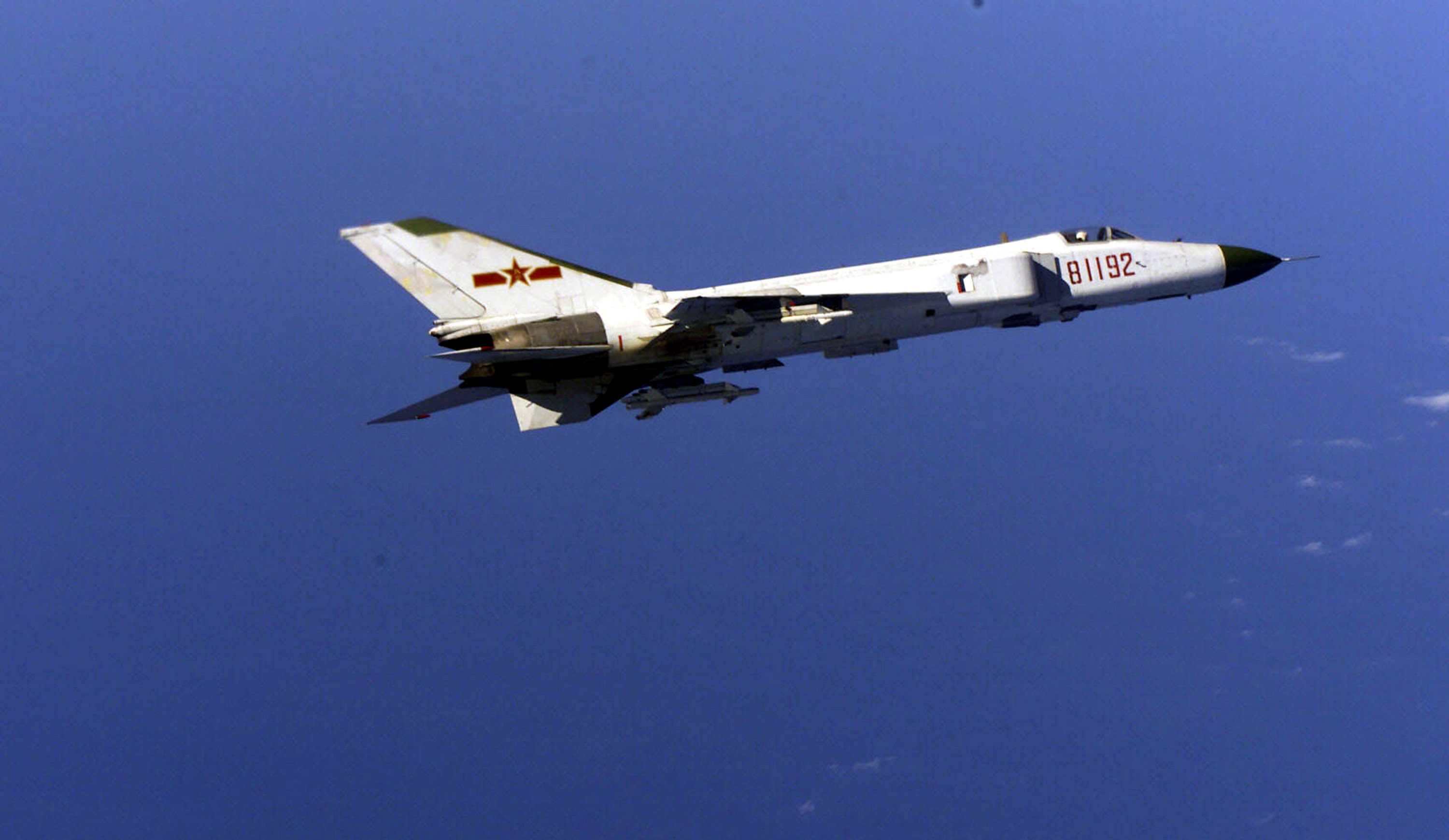
J-8II von einem nahen US-Marineflugzeug fotografiert

- J-8I („Finback-A“) – Allwetterjäger mit einem Feuerleitsystem und zwei Wopen-7B-Triebwerken. Erstflug am 24. April 1981.
- JZ-8 („Finback-A“) – Aufklärerversion mit Aufklärungsbehälter.
- J-8B („Finback-B“) – Hier erfolgte ab 1981 eine erste radikale Umgestaltung. Anstelle des zentralen Lufteinlaufs mit verstellbarem Stoßwellendiffusor erhielt die Maschine eine lange Bugnase für ein leistungsfähiges SR-4-Radar. Die Lufteinläufe mit Schneiden zum Abweisen der Rumpfgrenzschicht wurden an die Rumpfseiten hinter die Kabine verlegt. Anstelle der unten angebrachten Heckstabilisatoren wurde ähnlich wie bei der MiG-23 eine während Start und Landung seitlich wegklappende Stabilisierungsflosse angebracht. Der nach der Flächenregel konstruierte Rumpf wurde überarbeitet. Der Erstflug dieses neuen Musters fand am 12. Juni 1984 statt.
- J-8IID / J-8D („Finback-B“) – Version mit einer starren Luftbetankungssonde auf der rechten Seite vor der Kabine.
- J-8II „Peace Pearl“ – Zusammen mit der US-Firma Grumman geplante Version mit amerikanischer Avionik, Pratt & Whitney-PW1216-Triebwerk und Westinghouse-AN/APG-66-Radar. Das Projekt wurde nach dem Massaker auf dem Tian’anmen-Platz gestoppt.
- J-8IIH (J-8H) – Erstflug im Dezember 1998. Eine weiterentwickelte J-8II mit Glascockpit, WP-13B-Triebwerk, Typ-1471-(KLJ-1)-PD-Radar (75 km Reichweite) mit look-down- und shoot-down-Fähigkeiten. Kann R-27- (AA-10), PL-11- (AAMs) und YJ-91-Antiradarraketen einsetzen.
- J-8IIF (J-8F) – Erstflug im Jahr 2000. Sie entspricht der J-8H mit WP-13BII-Triebwerken, Luftbetankungssonde und Typ-1492-PD-Radar. Erfolgreicher Erststart einer PL-12/SD-10 erfolgte im Jahr 2004.[1]
- F-8IIM – Zusammen mit russischen Firmen geplante Version. Zu den Systemen gehören unter anderem ein Fasotron-N-010-„Schuk-8“-Radar und Guizou-WP13-AIII-Triebwerke. Die Bewaffnung beinhaltet die Möglichkeit zum Einsatz von chinesischen PL-5-, PL-8- und russischen R-27-Lenkwaffen. Erstflug am 31. März 1997.
- J-8III / J-8C – Modernisierte Version mit Fly-by-wire-System sowie modernisiertem Radar und Triebwerken. 2 Prototypen gebaut, danach Entwicklung zugunsten der J-11 eingestellt.[2]

## Einsatz
Einziger Betreiber von J-8-Versionen sind bislang die chinesischen Streitkräfte. Ins Blickfeld der Öffentlichkeit gelangte die „Finback“, als im April 2001 eine J-8II über dem Südchinesischen Meer mit einem amerikanischen Lockheed P-3-Aufklärer kollidierte und abstürzte. Die amerikanische Maschine musste auf einem chinesischen Stützpunkt auf der Insel Hainan notlanden und wurde erst einige Monate später zurückgegeben.
Für den Export erhält die J-8 die Bezeichnung F-8 (Fighter-8).
Der Iran war an der F-8IIM interessiert, das Muster wurde aber als unzureichend bewertet und nicht beschafft.

## Technische Daten

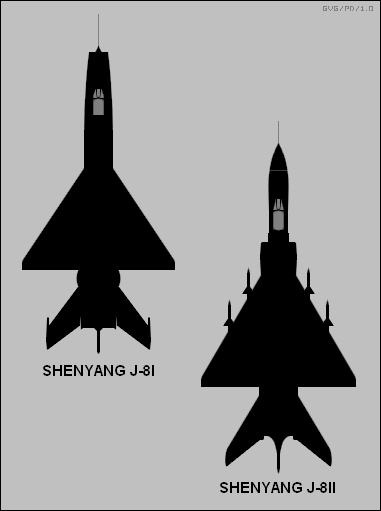
Schattenriss von J-8I und J-8II

| Kenngröße             | J-8B                                 | F-8IIM                                   |
| --------------------- | ------------------------------------ | ---------------------------------------- |
| Baujahr               | 1985                                 | 1997                                     |
| Besatzung             | 1                                    | 1                                        |
| Länge                 | 21,59 m                              | 21,39 m                                  |
| Spannweite            | 9,34 m                               | 9,34 m                                   |
| Höhe                  | 5,41 m                               | 5,41 m                                   |
| Flügelfläche          | 42,20 m²                             | 42,20 m²                                 |
| Leermasse             | 9.820 kg                             | 10.371 kg                                |
| normale Startmasse    | k. A.                                | 15.288 kg                                |
| max. Startmasse       | ca. 17.800 kg                        | 18.879 kg                                |
| Höchstgeschwindigkeit | Mach 2,2                             | Mach 2,2                                 |
| Dienstgipfelhöhe      | 20.000 m                             | 18.000 m                                 |
| Reichweite            | 2.200 km                             | 1.900 km                                 |
| Triebwerk             | 2 × Chengdu Wopen 23 mit je 64,06 kN | 2 × Chengdu Wopen WP-13B mit je 67,39 kN |

## Bewaffnung

### J-8

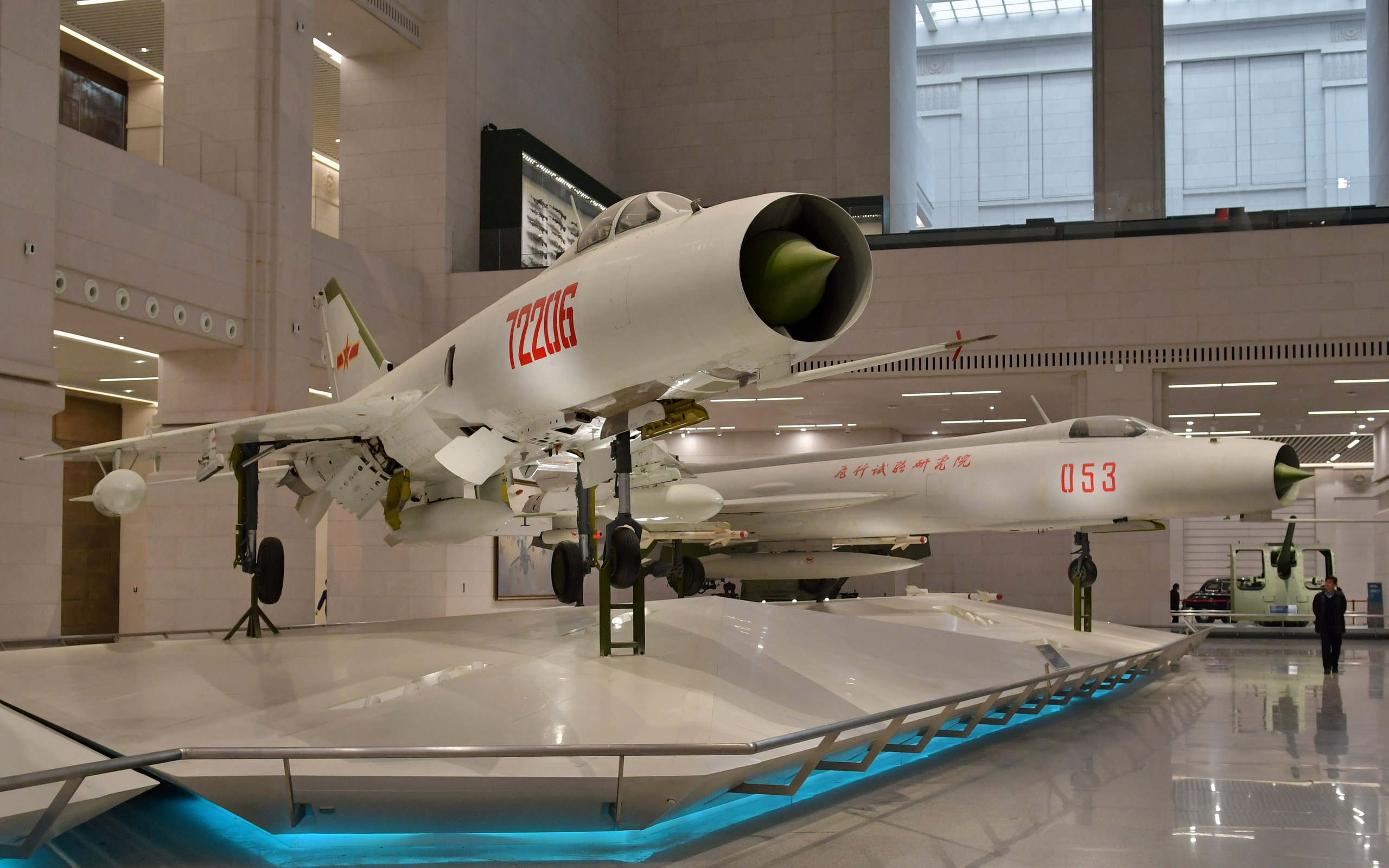
J-8 im Militärmuseum Peking

#### Festinstallierte Rohrwaffen
- 2 × 30-mm-Maschinenkanonen Nudelman-Richter NR-30 mit je 50 Schuss Munition

Waffenzuladung von 4500 kg an fünf Außenlaststationen

#### Luft-Luft-Lenkflugkörper
- 4 × Startschienen für je eine EOTDC PL-2B – infrarotgesteuert für Kurzstrecken
- 4 × Startschienen für je eine EOTDC PL-5B/C/E – infrarotgesteuert für Kurzstrecken
- 4 × Startschienen für je eine PL-12 – radargesteuert für Mittelstrecken

#### Ungelenkte Luft-Boden-Raketen
- 4 × HF-16B-Raketen-Rohrstartbehälter für je 12 × Luft-Boden-Raketen, Kaliber 57 mm
- 4 × Raketen-Rohrstartbehälter für je 7 × ungelenkte-Luft-Boden-Raketen; Kaliber 90 mm

#### Externe Behälter
- 1 × abwerfbarer Zusatztank mit 800 Liter Kerosin
- 2 × abwerfbarer Zusatztank mit 480 Liter Kerosin

### J-8III

#### Festinstallierte Rohrwaffen
- 1 × 23-mm-Maschinenkanone Type 23-3

Waffenzuladung von 4500 kg an sieben Außenlaststationen

#### Luft-Luft-Lenkflugkörper
- 2 × AKU/APU-470-Startschienen für je eine GosMKB Wympel JSC R-27R1/ER1 (AA-10C „Alamo“) – halbaktiv radargelenkt für Mittelstrecken
- 6 × Startschienen für je eine EOTDC PL-2B (Kopie Wympel R-3) – infrarotgesteuert für Kurzstrecken
- 6 × Startschienen für je eine EOTDC PL-5B/C/E (verbesserte Kopie Wympel R-3) – infrarotgesteuert für Kurzstrecken
- 4 × Startschienen für je eine CATIC PL-8 – infrarotgesteuert für Kurzstrecken
- 4 × Startschienen für je eine PL-11 – infrarotgesteuert für Kurzstrecken
- 4 × Startschienen für je eine CATIC PL-12 – halbaktiv radargelenkt für Mittelstrecken